# Maximato

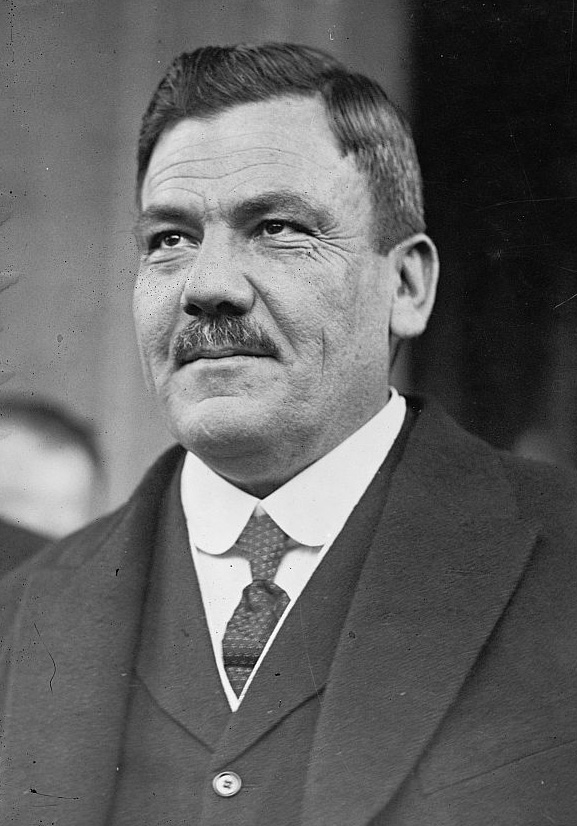
Plutarco Elías Calles

Le maximato est une période politique de l'histoire du Mexique, qui s'étend du 1er décembre 1928 au 1er décembre 1934. Elle doit son nom à l'ex-président d'alors, Plutarco Elías Calles, qui était connu comme el Jefe máximo de la Revolución, le « Chef suprême de la révolution ». Lors de son mandat qui débute en 1924, la rupture de relations entre l'Église et l'État donne notamment lieu à la guerre des Cristeros. Sa politique est fortement influencée par celle de son prédécesseur Álvaro Obregón. Bien que le mandat d'Elías Calles se termine en 1928, les trois présidents qui lui succèdent sont totalement ou en partie subordonnés, et lui permettent de conserver indirectement le contrôle du pays :
- Emilio Portes Gil (1928-1930), désigné par le Congrès pour remplacer temporairement le président élu Álvaro Obregón, assassiné le 17 juillet 1928 alors qu'il fêtait son élection. Pendant son mandat, il crée le parti politique PNR (Partido Nacional Revolucionario, “Parti National Revolutionnaire”) avec Elías Calles[3].
- Pascual Ortiz Rubio (1930-1932), élu pour terminer le mandat de Portes Gil, il démissionne en 1932.
- Abelardo L. Rodríguez (1932-1934), remplaçant d'Ortiz Rubio.

L'influence de l'ancien président Elías Calles prend fin lorsque Lázaro Cárdenas l'expulse du pays en 1936, après avoir été élu président à son tour en 1934. Cette même année, Elías Calles postule à nouveau comme candidat à la présidence contre Lázaro Cárdenas. Ce dernier est élu et n'apprécie pas que son prédécesseur lui impose des gens qui lui sont proches pour constituer son cabinet présidentiel.

## Antécédents
Les années 1930 au Mexique furent marquées par une certaine instabilité et de grands changements politiques. Les années 1920 représentèrent pour le Mexique la fin définitive des pratiques en vigueur durant le Porfiriat et un pas vers la consolidation d'un système politique encore en application 70 ans plus tard.
Pour comprendre cette période de l'histoire du Mexique, il est nécessaire de se situer dans le contexte politique agité de l'époque, marqué par la fin de la révolution mexicaine (qui eut lieu en 1910 mais fut suivie d'une guerre civile), par les conséquences désastreuses de la crise de 1929, et par les effets de la guerre des Cristeros (de 1926 à 1929). Le Maximato s'inscrit donc dans une période de trouble social et politique bien qu'un certain nombre de réformes aient été menées pour améliorer les conditions de vie de la classe ouvrière et des agriculteurs mais aussi pour moderniser le pays : sous son mandat, Emilio Portes Gil promeut l'Organisation des travailleurs et des paysans afin d'améliorer leurs salaires. Il facilite notamment l'attribution de plus de terres aux agriculteurs. Sous celui de Pascal Ortiz Rubio, la loi fédérale du travail et la loi sur le crédit agricole ont été promulguées. Par ailleurs, la liberté de culte est affirmée.  Pour moderniser le pays, sous le même mandat, la Commission nationale du tourisme est créée, un réseau autoroutier commence à se développer :  L'autoroute de Mexico-Nuevo Laredo a été inaugurée.  Le réseau téléphonique s'est également développé dans le pays sous le mandat de ce dernier. Par ailleurs, c'est à cette période que le Mexique a rejoint la Société des Nations. Sous le mandat d'Aberlardo L. Rodríguez, la Banque d'hypothèques et de travaux publics, actuellement BANOBRAS (Banobras) est créée ;  l'initiative de la loi organique de l'université nationale autonome du Mexique (UNAM) est soumise au Congrès et naît la société d'État « Petroleos Mexicanos » (PEMEX). Bien que la constitution de 1917 ne permette pas la réélection d'un président, une sorte de Magna Carta se mit en place pour provoquer la réélection d'Álvaro Obregón, déjà président de 1920 à 1924. Cependant, le général Obregón fut assassiné par un étudiant catholique opposé à ses idées, ce qui provoqua le repositionnement politique d'un certain nombre de prétendants. Le 4 mars 1929, Elías Calles créa le PNR, Parti national révolutionnaire (ancêtre du PRI), et récupéra le pouvoir par l'intermédiaire d'Emilio Portes Gil.